# كولن ماكنيل
كولن ماكنيل (بالإنجليزية: Colin McNeil) مواليد 21 ديسمبر 1972 في اسكتلندا، هو ملاكم بريطاني يصنف ضمن فئة الوزن المتوسط. بدأ الملاكمة الاحترافية في سن متأخرة حيث كان عمره 32 عاما عندما بدأها في 2004. فاز بميدالية برونزية في دورة ألعاب الكومنولث 1998.

## إحصائيات
خاض خلال مسيرته 12 نزالا، فاز في 11 ولم يتعادل وخسر في 1. فاز بالضربة القاضية في 3 نزالا.

## روابط خارجية
- كولن ماكنيل على موقع بوكس ريك (الإنجليزية) (registration required)
- كولن ماكنيل على موقع اتحاد ألعاب الكومنولث (مؤرشف) (الإنجليزية)